# سیلویا پلیشک
 سیلویا پلیشک (انگلیسی: Sylvia Plischke؛ زادهٔ ۲۰ ژوئیهٔ ۱۹۷۷) یک تنیس‌باز اهل اتریش است.